# 해수담수화

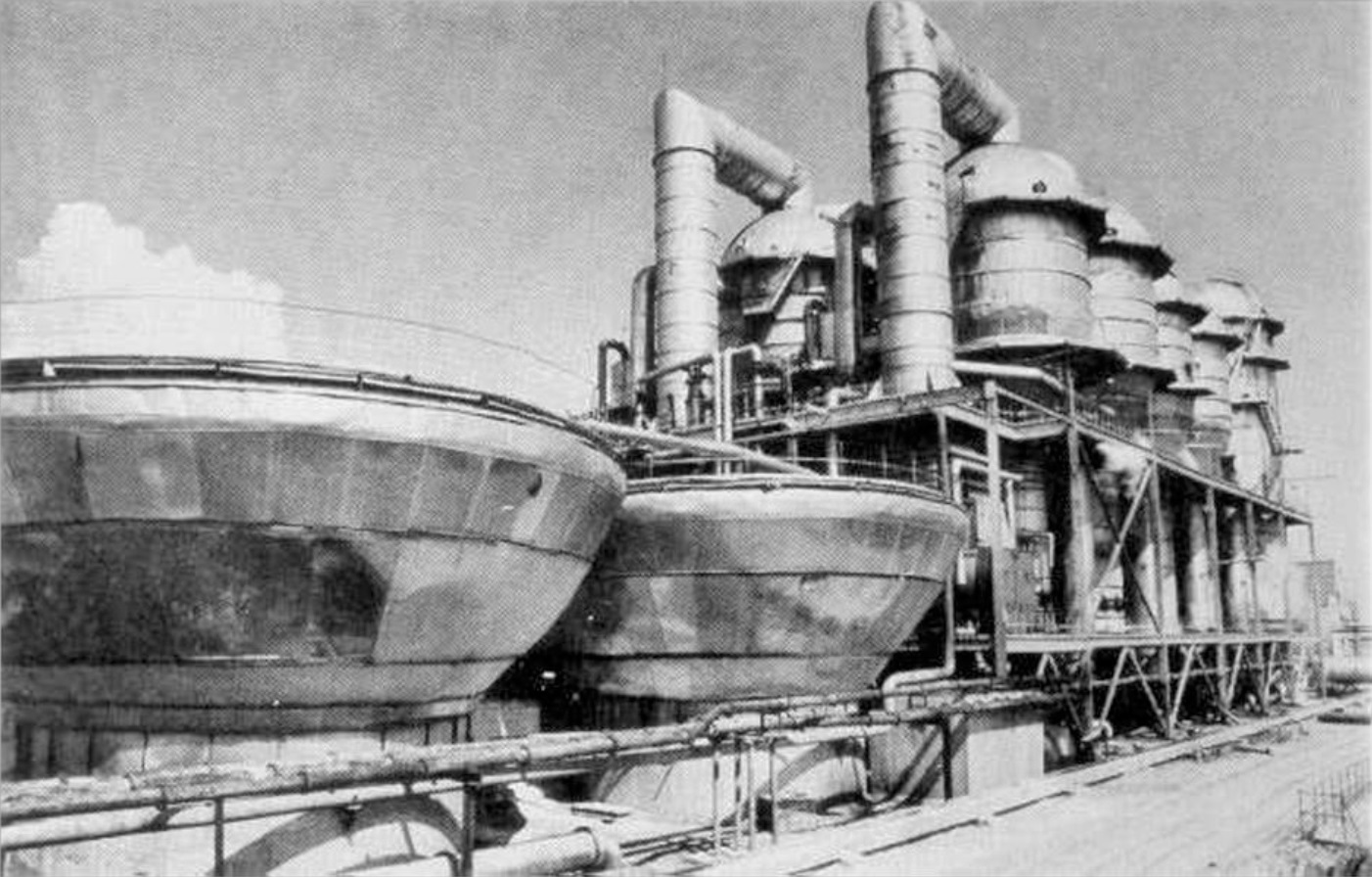

해수담수화(海水淡水化,Desalination)란 생활용수나 공업용수로 직접 사용하기 힘든 바닷물로부터 염분을 포함한 용해물질을 제거하여 순도 높은 음용수 및 생활용수, 공업용수 등을 얻어내는 일련의 수처리 과정을 말한다. 해수탈염(海水脫鹽)이라고도 하며, 해수를 담수로 생산하는데 사용되는 설비를 해수담수화 설비 또는 해수담수화 플랜트라고 한다.

## 개요
담수화 설비는 지구 상의 물 중 97.5%나 되는 해수나 기수를 인류의 생활에 유용하게 쓸 수 있도록 경제적인 방법으로 염분을 제거하여 담수로 만드는 설비이다. 비가 땅 위에 떨어지면 여러 경로를 통해 바다로 흘러 가게 되는데, 물이 땅 위와 땅속으로 흐르는 동안 무기염류(Mineral)와 다른 물질 등이 용해되어 점점 염도가 증가한다. 바다나 저지대에 도착한 물은 태양에너지에 의해 증발하게 되며, 이 증발 과정에서 염을 남기며 순수한 물만이 구름을 형성하고 비가 되는 순환을 하는 데, 하루 10t의 바닷물을 정수가 가능하며 이것은 물리적인 분리가 이루어지는 증발과정 및 수증기가 찬 공기를 만나서 빗물로 변하는 응축과정을 잘 나타내고 있는데, 이러한 과정이 자연현상에서 볼 수 있는 대표적인 담수화(Desalination)라 할 수 있다.

## 종류
해수 담수화 방법에는 특수한 막을 이용하는 역삼투압법 및 전기투석법, 해수를 증기로 변화시켜 담수화하는 증발법(다단 플래시 증발법, 다중 효용법, 증기 압축법), 그 외에 냉동법, 태양열 이용법 등이 있다.
- 증류법(distillation 또는 증발법) : 가장 역사가 오래된 기술로서 현재까지 가장 널리 사용되고 있다. 현재 전세계 담수화 생산용량 중 약 70%를 증발법이 차지하고 있다. 증발기의 구성과 작동 원리 및 열원의 이용 방법이 따라 다중 효율방식, 다단 플래시 방식, 증기압축식, 등으로 분류할 수 있다. 이 밖에도 태양열등의 자연에너지를 이용한 증류기가 있다. 바닷물 투입량의 20%대에서 담수 회수율이 보고되고있다.
  - 다중효용 방식(ME: Multi-Effect Distillation)
  - 다단 플래시 방식(MSF: Multiple-Stage Flash Distillation)
  - 증기 압축식(VC: Mechanical Vapor Compression Distillation)
  - 태양열 담수 플랜트(Solar driven desalination)
- 역삼투압법(Reverse Osmosis) : 1990년대 이후로 주된 해수담수화 방식으로 채택하고 있다. 바닷물 투입량의 40%대이상에서 담수 회수율이 보고되고있다.
- 전기투석막법(Electrodialysis membrane) : 전기분해와 분리막(또는 이온수지막)을 이용한 담수회수방법
- 냉동법(Freeze-Thaw, Freezing method) : 해수를 그 빙점(약 -1.8 degC)이하로 냉각하면 얼음의 결정이 석출(析出)하고 해수중의 염분은 결정 성장계면에서 배제되어 해수는 농축된다. 이 때의 결정 표면과 결정 사이에 있는 염분이 농축된 염수(brine water)를 분리 세정하고 얼음을 녹이면 담수를 얻을 수 있다.

## 같이 보기
- 해양심층수
- 수산화 나트륨